# Heather Kozar
Heather Kozar (Akron, Ohio, 4 de mayo de 1976) es una modelo estadounidense que fue playmate de enero de 1998 de la revista playboy. Apareció en la portada de la revista de junio de 1999, y fue votada playmate del año de 1999. Su reportaje original fue fotografiado por Richard Fegley.
Ella También ha sido modelo del famoso show televisivo de la CBS The Price Is Right. y también fue la St Pauli Girl de 2002.
Kozar está casada con, el ex-quarterback de los Cleveland Browns, Tim Couch.